# Cotovca, Stînga Nistrului
Cotovca (în trecut Cotovschi) este un sat din cadrul comunei Carmanova din Unitățile Administrativ-Teritoriale din Stînga Nistrului, Republica Moldova.